# Långtjärnen (Lycksele socken, Lappland, 712782-164353)
Långtjärnen är en sjö i Lycksele kommun i Lappland och ingår i Öreälvens huvudavrinningsområde. Sjön har en area på 0,0488 kvadratkilometer och ligger 291,9 meter över havet.

## Delavrinningsområde
Långtjärnen ingår i det delavrinningsområde (712649-164208) som SMHI kallar för Ovan Skardbäcken. Medelhöjden är 336 meter över havet och ytan är 31,12 kvadratkilometer. Räknas de 4 avrinningsområdena uppströms in blir den ackumulerade arean 119,71 kvadratkilometer. Vajbäcken som avvattnar avrinningsområdet har biflödesordning 2, vilket innebär att vattnet flödar genom totalt 2 vattendrag innan det når havet efter 125 kilometer. Avrinningsområdet består mestadels av skog (87 procent). Avrinningsområdet har 0,05 kvadratkilometer vattenytor vilket ger det en sjöprocent på 0,2 procent.